# Gran Premio di Monaco 1991
Il Gran Premio di Monaco 1991 è stata la quarta prova del Campionato mondiale di Formula 1 1991. Organizzato dall'Automobile Club de Monaco, la gara si è svolto il 12 maggio sul circuito cittadino di Montecarlo.
Fin dal venerdì Ayrton Senna si è imposto come il pilota più veloce del circus, riuscendo anche a marcare il nuovo record del tracciato durante le qualifiche. In gara ha ottenuto, poi, un facile successo, precedendo Nigel Mansell su Williams e Jean Alesi su Ferrari. A punti sono giunti anche il pilota della Benetton Roberto Moreno, Alain Prost ed Emanuele Pirro, quest'ultimo alla guida di una delle vetture della Scuderia Italia.
L'evento, pur con una cospicua presenza di pubblico sulle tribune, in Italia ha rappresentato uno dei punti più bassi in termini di audience della stagione televisiva di Formula 1, con ascolti inferiori ai 5 milioni di telespettatori (oltre due milioni in meno rispetto al Gran Premio precedente), dovuti agli scarsi risultati ottenuti dalla Ferrari.

## Vigilia

### Organizzazione dell'evento
Due settimane prima dell'appuntamento mondiale, l'Automobile Club di Monaco decide di fare riasfaltare larghi tratti del circuito per far sì che si trovi in perfette condizioni. Viene poi presentato il programma del fine settimana, che prevede, oltre alla Formula 1, il Gran Premio di Monaco di Formula 3, il Jaguar Sport Million Dollar Intercontinental Challenge e la Renault Clio Cup come gare di contorno.

### Aspetti tecnici
Per l'appuntamento in terra monegasca la Ferrari decide di portare un nuovo motore, costruito apposta per l'occasione. L'intenzione dei tecnici della casa italiana è di avere un'accelerazione migliore nei rettilinei.

## Pre-qualifiche

### Risultati
| Pos                        | Nº | Pilota             | Costruttore       | Tempo    | Distacco |
| -------------------------- | -- | ------------------ | ----------------- | -------- | -------- |
| 1                          | 22 | Jyrki Järvilehto   | Dallara-Judd      | 1:23.260 | —        |
| 2                          | 33 | Andrea De Cesaris  | Jordan-Ford       | 1:23.538 | +0.278   |
| 3                          | 21 | Emanuele Pirro     | Dallara-Judd      | 1:24.421 | +1.161   |
| 4                          | 32 | Bertrand Gachot    | Jordan-Ford       | 1:24.802 | +1.542   |
| Vetture non prequalificate |    |                    |                   |          |          |
| NPQ                        | 34 | Nicola Larini      | Lambo-Lamborghini | 1:25.893 | +2.633   |
| NPQ                        | 35 | Eric van de Poele  | Lambo-Lamborghini | 1:26.282 | +3.022   |
| NPQ                        | 31 | Pedro Chaves       | Coloni-Ford       | 1:27.389 | +4.129   |
| NPQ                        | 14 | Olivier Grouillard | Fondmetal-Ford    | 1:27.759 | +4.499   |

## Qualifiche

### Resoconto

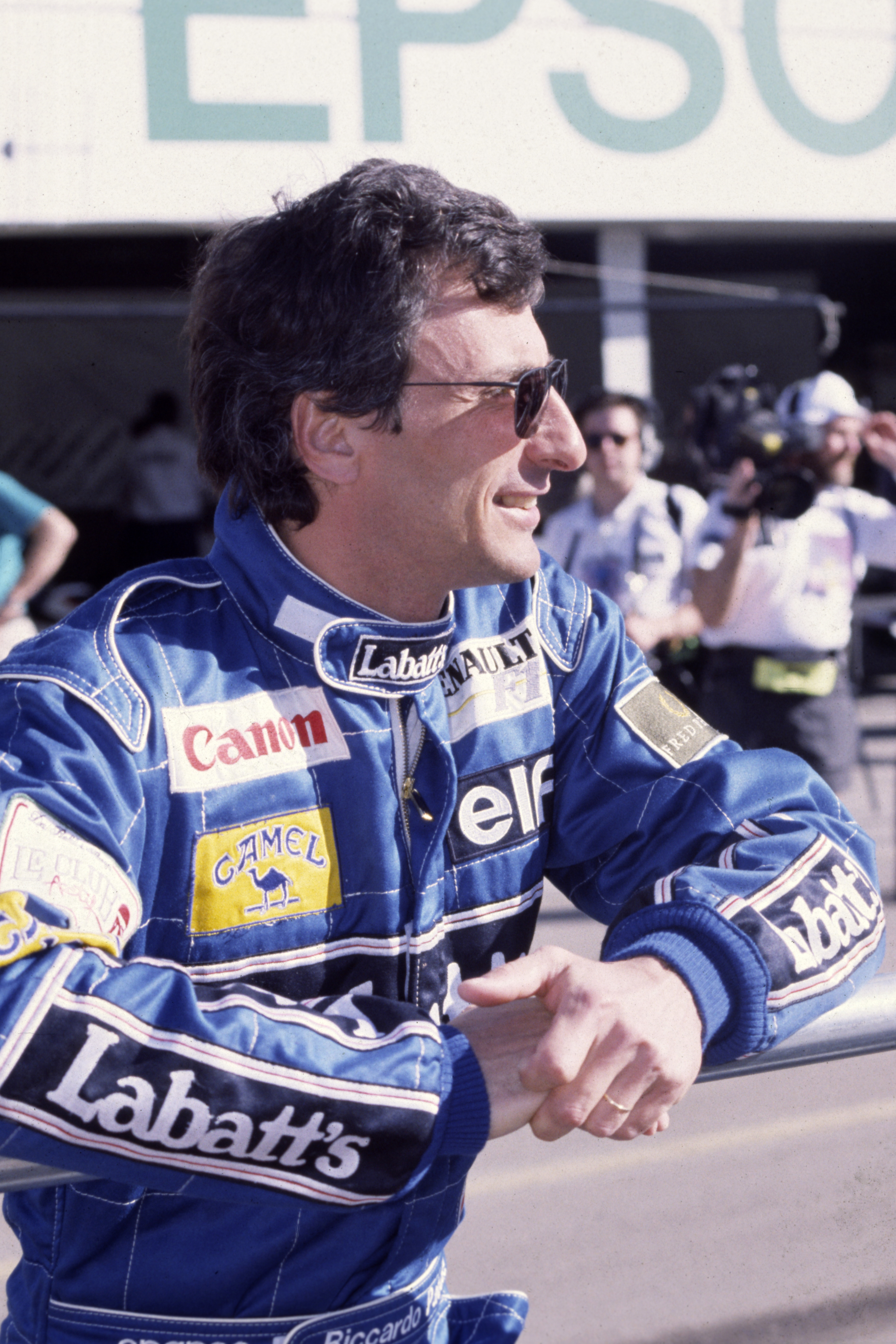
Riccardo Patrese, partito terzo a Monaco. Il pilota italiano, al termine delle qualifiche, si dichiarò ottimista per la gara e speranzoso di ottenere un buon risultato.

Nella sessione di qualifiche di giovedì Ayrton Senna ottiene il miglior tempo, girando in 1:20.503, lasciando stupiti gli addetti ai lavori, in quanto il brasiliano viaggia ad una media di oltre 148 km/h, ritenuta molto alta per il tracciato monegasco. Dietro di lui si piazzano Berger, staccato, però, di oltre sette decimi, Riccardo Patrese ed Alain Prost. Proprio il francese, per buona parte della sessione, è in testa, ma nei suoi ultimi tentativi si trova spesso nel traffico e non riesce ad ottenere miglioramenti apprezzabili. Dichiara comunque alla stampa transalpina, visto il suo silenzio nei confronti di quella italiana, di ritenere possibile un ulteriore passo avanti al sabato, dopo che vengono  eseguite regolazioni precise. Meno soddisfatto il suo compagno di squadra Alesi, autore del sesto tempo, che lamenta eccessive vibrazioni sulla sua vettura. Terminate le prove, però, una telefonata arrivata all'autodromo informa della presenza di una bomba nel motor home. I piloti e i tecnici sono quindi fatti sgombrare, mentre circa cinquanta agenti effettuano vasti controlli, ma non viene trovato nulla. L'allarme rientra e la chiamata viene attribuita ad un mitomane.
Al sabato Senna mantiene la pole position, migliorandosi ulteriormente e segnando il nuovo record del circuito in 1:20.344. Al suo fianco, in prima fila, si piazza Stefano Modena, seppur staccato di mezzo secondo, che è in grado di sfruttare al meglio la superiorità delle gomme Pirelli da qualifica. Patrese conferma il terzo tempo, anche se può aspirare ad ottenere il miglior crono, ma viene rallentato da Maurício Gugelmin nel suo giro migliore. Il padovano afferma, però, di essere molto fiducioso e di poter puntare alla vittoria della gara. Dietro di loro si qualificano Piquet, Nigel Mansell e Berger, unico tra i piloti di testa a non essersi migliorato. Solamente settimo Alain Prost, che, come il compagno di squadra Alesi (qualificatosi nono) accusa problemi al cambio e sconta un'aerodinamica poco efficiente soprattutto nel secondo e terzo settore. A completare lo schieramento dei primi dieci Roberto Moreno, ottavo, e De Cesaris, decimo.
Alex Caffi non prende, invece, parte alla gara dopo un violento incidente durante le prove, mentre Martin Brundle viene squalificato per aver saltato un controllo del peso della propria vettura.

### Risultati
| Pos                     | Nº | Pilota            | Costruttore            | Q1          | Q2          | Distacco |
| ----------------------- | -- | ----------------- | ---------------------- | ----------- | ----------- | -------- |
| 1                       | 1  | Ayrton Senna      | McLaren - Honda        | 1:20.508    | 1:20.344    |          |
| 2                       | 4  | Stefano Modena    | Tyrrell - Honda        | 1:23.442    | 1:20.809    | +0.465   |
| 3                       | 6  | Riccardo Patrese  | Williams - Renault     | 1:22.057    | 1:20.973    | +0.629   |
| 4                       | 20 | Nelson Piquet     | Benetton - Ford        | 1:22.816    | 1:21.159    | +0.815   |
| 5                       | 5  | Nigel Mansell     | Williams - Renault     | 1:23.274    | 1:21.205    | +0.861   |
| 6                       | 2  | Gerhard Berger    | McLaren - Honda        | 1:21.222    | 1:21.583    | +0.878   |
| 7                       | 27 | Alain Prost       | Ferrari                | 1:22.113    | 1:21.455    | +1.111   |
| 8                       | 19 | Roberto Moreno    | Benetton - Ford        | 1:23.476    | 1:21.804    | +1.460   |
| 9                       | 28 | Jean Alesi        | Ferrari                | 1:22.966    | 1:21.910    | +1.566   |
| 10                      | 33 | Andrea De Cesaris | Jordan - Ford          | 1:24.257    | 1:22.764    | +2.420   |
| 11                      | 3  | Satoru Nakajima   | Tyrrell - Honda        | 1:24.435    | 1:22.972    | +2.628   |
| 12                      | 21 | Emanuele Pirro    | Scuderia Italia - Judd | 1:23.311    | 1:23.022    | +2.678   |
| 13                      | 22 | Jyrki Järvilehto  | Scuderia Italia - Judd | 1:23.023    | 1:23.983    | +2.679   |
| 14                      | 23 | Pierluigi Martini | Minardi - Ford         | 1:24.101    | 1:23.064    | +2.720   |
| 15                      | 15 | Maurício Gugelmin | Leyton House - Ilmor   | 1:24.920    | 1:23.394    | +3.050   |
| 16                      | 25 | Thierry Boutsen   | Ligier - Lamborghini   | 1:24.728    | 1:23.431    | +3.087   |
| 17                      | 24 | Gianni Morbidelli | Minardi - Ford         | 1:24.481    | 1:23.584    | +3.240   |
| 18                      | 16 | Ivan Capelli      | Leyton House - Ilmor   | 1:25.040    | 1:23.642    | +3.298   |
| 19                      | 30 | Aguri Suzuki      | Larrousse - Ford       | 1:26.380    | 1:23.898    | +3.554   |
| 20                      | 17 | Gabriele Tarquini | AGS - Ford             | 1:25.078    | 1:23.909    | +3.565   |
| 21                      | 29 | Éric Bernard      | Larrousse - Ford       | 1:25.370    | 1:24.079    | +3.735   |
| 22                      | 7  | Mark Blundell     | Brabham - Yamaha       | 1:25.500    | 1:24.109    | +3.765   |
| 23                      | 26 | Érik Comas        | Ligier - Lamborghini   | 1:24.747    | 1:24.151    | +3.807   |
| 24                      | 32 | Bertrand Gachot   | Jordan - Ford          | 1:24.540    | 1:24.208    | +3.864   |
| 25                      | 9  | Michele Alboreto  | Arrows - Porsche       | 1:27.843    | 1:24.606    | +4.262   |
| 26                      | 11 | Mika Häkkinen     | Lotus - Judd           | 1:24.868    | 1:24.829    | +4.485   |
| Vetture non qualificate |    |                   |                        |             |             |          |
| NQ                      | 12 | Julian Bailey     | Lotus - Judd           | 1:28.772    | 1:26.995    | +6.651   |
| NQ                      | 18 | Fabrizio Barbazza | AGS - Ford             | 1:28.060    | 1:27.079    | +6.735   |
| SQ                      | 8  | Martin Brundle    | Brabham - Yamaha       | Senza tempo | Senza tempo | /        |
| NQ                      | 10 | Alex Caffi        | Arrows - Porsche       | Senza tempo | Senza tempo | /        |

## Gara

### Resoconto

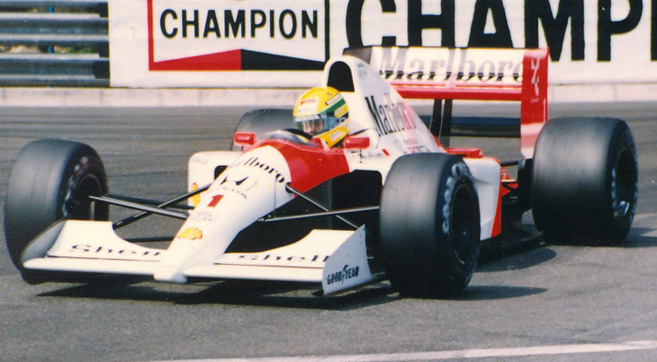
Ayrton Senna su McLaren, vincitore della corsa. A Monaco segnò anche il nuovo record del circuito

Alla partenza Senna mantiene la testa della corsa nonostante l'ottimo scatto di Stefano Modena. Dietro di loro seguono Riccardo Patrese, Nigel Mansell e Alain Prost. Alla prima curva Berger tampona violentemente Piquet, causandone il ritiro per la rottura di una sospensione, mentre l'austriaco riesce a continuare. Nei primi giri Modena è in grado di tenere il ritmo imposto da Senna, ma non appena iniziano i doppiaggi il brasiliano si allontana rapidamente.
Al nono giro Berger, nel tentativo di pulirsi la visiera, sporcatasi a causa dell'olio lasciato da una Minardi, perde il controllo della propria vettura, incidentandosi contro le barriere. Poco dopo, a Pierluigi Martini vinne inflitto uno stop&go di dieci secondi (per la prima volta nella storia della Formula 1) per aver ostacolato Stefano Modena in fase di doppiaggio nella zona delle Piscine.

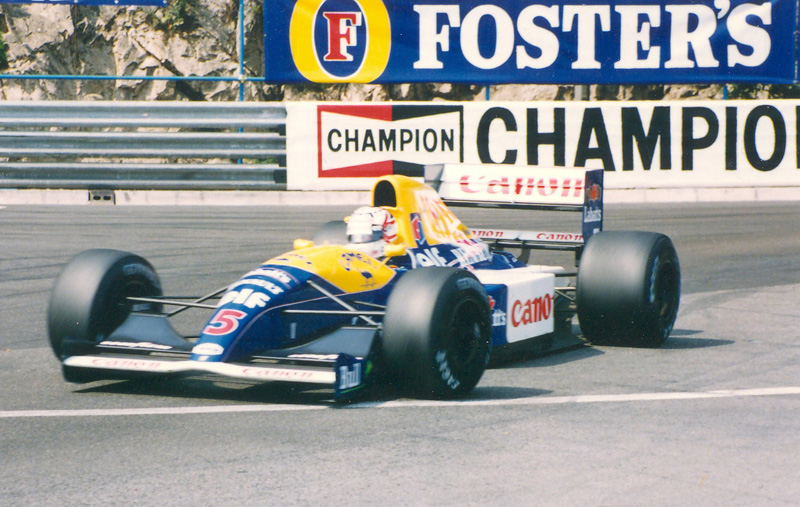
Nigel Mansell su Williams. Per la prima volta in stagione l'inglese giunse a punti, conquistando la seconda piazza

Al trentesimo giro Prost riesce a superare Mansell installandosi in quarta posizione. Patrese, intanto, riduce sensibilmente il suo ritardo da Stefano Modena, portandosi alle sue spalle, ma al quarantaduesimo giro il motore del pilota della Tyrrell, che fino a quel momento non dà alcun problema, esplode e l'olio rilasciato da quest'ultimo fa sì che Patrese perda il controllo della propria vettura, finendo contro i guard-rail. A questo punto la classifica vede Senna, che dispone di un rassicurante vantaggio su Prost, Mansell, Alesi, Moreno e JJ Lehto. Prost, però, ha problemi con un dado della ruota anteriore destra, allentatosi, e che gli fa perdere una posizione nei confronti di Mansell. A cinque giri dalla fine il pilota francese, temendo di perdere lo pneumatico, decide di rientrare ai box, ma coglie impreparati i meccanici della Ferrari. A detta di Cesare Fiorio, direttore tecnico della scuderia, ciò si deve al fatto che Prost comunica troppo tardi la sua intenzione di fermarsi per una sosta, mentre quest'ultimo, in silenzio stampa nei confronti dei giornalisti italiani, si rifiuta di dare la propria versione dei fatti. Guadagnano quindi una posizione sia Alesi che Moreno, autori entrambi di una corsa regolare, ma solitaria. Lehto, intanto, in difficoltà col cambio, deve lasciare strada al proprio compagno di squadra Emanuele Pirro, perdendo la possibilità di segnare punti.
Senna si impone quindi per la quarta volta consecutiva durante la stagione, davanti a Mansell ed Alesi. Prendono punti anche Moreno, Prost ed Emanuele Pirro. Il brasiliano ha ormai ventinove punti di vantaggio nei confronti di Prost, suo rivale più vicino nella lotta al titolo.

### Risultati
| Pos | No | Pilota             | Costruttore               | Giri | Tempo/Ritiro          | Partenza | Punti |
| --- | -- | ------------------ | ------------------------- | ---- | --------------------- | -------- | ----- |
| 1   | 1  | Ayrton Senna       | McLaren - Honda           | 78   | 1:53:02.334           | 1        | 10    |
| 2   | 5  | Nigel Mansell      | Williams - Renault        | 78   | + 18.348              | 5        | 6     |
| 3   | 28 | Jean Alesi         | Ferrari                   | 78   | + 47.455              | 9        | 4     |
| 4   | 19 | Roberto Moreno     | Benetton - Ford           | 77   | + 1 giro              | 8        | 3     |
| 5   | 27 | Alain Prost        | Ferrari                   | 77   | + 1 giro              | 7        | 2     |
| 6   | 21 | Emanuele Pirro     | Scuderia Italia - Judd    | 77   | + 1 giro              | 12       | 1     |
| 7   | 25 | Thierry Boutsen    | Ligier - Lamborghini      | 76   | + 2 giri              | 16       |       |
| 8   | 32 | Bertrand Gachot    | Jordan - Ford             | 76   | + 2 giri              | 23       |       |
| 9   | 29 | Éric Bernard       | Larrousse - Ford          | 76   | + 2 giri              | 13       |       |
| 10  | 26 | Érik Comas         | Ligier - Lamborghini      | 76   | +2 giri               | 26       |       |
| 11  | 22 | Jyrki Järvilehto   | Scuderia Italia - Judd    | 75   | + 3 giri              | 21       |       |
| 12  | 23 | Pierluigi Martini  | Minardi - Ferrari         | 72   | + 6 giri              | 14       |       |
| Rit | 11 | Mika Häkkinen      | Lotus - Judd              | 64   | Perdita d'olio        | 25       |       |
| Rit | 24 | Gianni Morbidelli  | Minardi - Ferrari         | 49   | Cambio                | 17       |       |
| Rit | 15 | Maurício Gugelmin  | Leyton House - Ilmor      | 43   | Acceleratore          | 15       |       |
| Rit | 4  | Stefano Modena     | Tyrrell - Honda           | 42   | Motore                | 2        |       |
| Rit | 6  | Riccardo Patrese   | Williams - Renault        | 42   | Incidente             | 3        |       |
| Rit | 8  | Mark Blundell      | Brabham - Yamaha          | 41   | Incidente             | 19       |       |
| Rit | 9  | Michele Alboreto   | Footwork - Porsche        | 39   | Motore                | 22       |       |
| Rit | 3  | Satoru Nakajima    | Tyrrell - Honda           | 35   | Incidente             | 11       |       |
| Rit | 30 | Aguri Suzuki       | Larrousse - Ford          | 24   | Motore                | 20       |       |
| Rit | 33 | Andrea De Cesaris  | Jordan - Ford             | 21   | Acceleratore          | 10       |       |
| Rit | 16 | Ivan Capelli       | Leyton House - Ilmor      | 12   | Freni                 | 18       |       |
| Rit | 17 | Gabriele Tarquini  | AGS - Ford                | 9    | Cambio                | 24       |       |
| Rit | 2  | Gerhard Berger     | McLaren - Honda           | 9    | Incidente             | 6        |       |
| Rit | 20 | Nelson Piquet      | Benetton - Ford           | 0    | Collisione con Berger | 4        |       |
| NQ  | 12 | Julian Bailey      | Lotus - Judd              |      |                       |          |       |
| NQ  | 18 | Fabrizio Barbazza  | AGS - Ford                |      |                       |          |       |
| NQ  | 10 | Alex Caffi         | Footwork - Porsche        |      |                       |          |       |
| SQ  | 7  | Martin Brundle     | Brabham - Yamaha          |      |                       |          |       |
| NPQ | 34 | Nicola Larini      | Modena Team - Lamborghini |      |                       |          |       |
| NPQ | 35 | Eric van de Poele  | Modena Team - Lamborghini |      |                       |          |       |
| NPQ | 31 | Pedro Chaves       | Coloni - Ford             |      |                       |          |       |
| NPQ | 14 | Olivier Grouillard | Fondmetal - Ford          |      |                       |          |       |

## Dopo la gara
Al termine del Gran Premio, Ayrton Senna, nelle interviste del dopo gara, si dichiara felice della sua prestazione e del largo margine che ha in classifica piloti, pur evidenziando alcuni piccoli problemi al cambio e al motore nelle fasi finali di gara. Molto più delusi, invece, Stefano Modena e Riccardo Patrese. Il primo perché sente di aver perso un secondo posto ormai sicuro, il secondo per il fatto che la sua Williams ha un ottimo assetto e per il non aver potuto fare niente per evitare l'incidente.
Rovente è la situazione interna alla Ferrari, in particolare per l'episodio della sosta ai box improvvisa che coinvolge Alain Prost. Quest'ultimo, in un'intervista rilasciata alla tv francese, lamenta l'eccessiva atmosfera di tensione creatasi attorno alla scuderia italiana, ma non riserva alcuna critica ai suoi meccanici. Jean Alesi, dal canto suo, non si ritiene soddisfatto del risultato, criticando la sua squadra per avergli cambiato l'assetto la domenica mattina, senza che lui possa aver alcun riferimento concreto per la gara.

## Classifiche

### Piloti
| Pos. | Pilota            | Punti |
| ---- | ----------------- | ----- |
| 1    | Ayrton Senna      | 40    |
| 2    | Alain Prost       | 11    |
| 3    | Gerhard Berger    | 10    |
| 4    | Riccardo Patrese  | 6     |
| 5    | Nelson Piquet     | 6     |
| 6    | Nigel Mansell     | 6     |
| 7    | Jean Alesi        | 5     |
| 8    | Jyrki Järvilehto  | 4     |
| 9    | Stefano Modena    | 3     |
| 10   | Pierluigi Martini | 3     |
| 11   | Roberto Moreno    | 3     |
| 12   | Satoru Nakajima   | 2     |
| 13   | Mika Häkkinen     | 2     |
| 14   | Aguri Suzuki      | 1     |
| 15   | Julian Bailey     | 1     |
| 16   | Emanuele Pirro    | 1     |

### Costruttori
| Pos. | Team                   | Punti |
| ---- | ---------------------- | ----- |
| 1    | McLaren - Honda        | 50    |
| 2    | Ferrari                | 16    |
| 3    | Williams - Renault     | 12    |
| 4    | Benetton - Ford        | 9     |
| 5    | Tyrrell - Honda        | 5     |
| 6    | Scuderia Italia - Judd | 5     |
| 7    | Minardi - Ferrari      | 3     |
| 8    | Lotus - Judd           | 3     |
| 9    | Larrousse - Ford       | 1     |

## Statistiche
- Ultima gara: Julian Bailey
- Nella parte iniziale di gara un commissario di gara intento a rimuovere dei detriti dalla curva Sainte Devote viene evitato per un soffio da Senna.